# Copa Heineken 2002-03
La Copa de Campeones Europeos de Rugby 2002–03 fue la 8.ª edición de la máxima competición continental del rugby europeo.

## Desarrollo
En esta edición de nuevo fueron 24 los equipos participantes, divididos en 6 grupos de 4, para afrontar la primera fase de la competición, la fase de grupos. Tras las 6 jornadas correspondientes a esta primera fase, los primeros de cada grupo y los 2 mejores segundos se clasificaron para disputar los cuartos de final, a partidos único, las semifinales y la final. 
En esta 8.ª edición del torneo participaron 6 equipos franceses, 6 ingleses, 5 galeses, 3 irlandeses, 2 italianos y 2 escoceses, exactamente igual que en la temporada pasada.

### Playoffs
Los 6 equipos que acabaron primeros de grupo se clasificaron para cuartos de final, además de los 2 equipos que acabaron en segunda posición con más puntos. Los equipos que jugaron como locales fueron los que más puntos consiguieron, o en caso de empate se aplicó el criterio de ensayos a favor o diferencia entre puntos anotados y encajados. En las semifinales se aplicó el mismo criterio para decidir qué equipo jugaba como local. La final se disputó el 24 de mayo de 2003 en el estadio Lansdowne Road de Dublín ante 28.600 espectadores. Stade Toulousain se coronó por segunda vez como Campeón de Europa.

## Fase de grupos
| \| GRUPO 1 \| |                  |        |         |           |         |          |      |      |
| | Equipo           | Puntos | Jugados | Victorias | Empates | Derrotas | Ens+ | +/-  |
| 1 | Leicester Tigers | 11     | 6       | 5         | 1       | 0        | 31   | +161 |
| 2 | Neath RFC        | 5      | 6       | 2         | 1       | 3        | 18   | +12  |
| 3 | Rugby Calvisano  | 4      | 6       | 2         | 0       | 4        | 10   | -131 |
| 4 | AS Béziers       | 4      | 6       | 2         | 0       | 4        | 8    | -42  |
| Ens+ son ensayos a favor. +/- es la diferencia de puntos anotados a favor y en contra. Victoria = 2 puntos. Empate = 1 punto. |                  |        |         |           |         |          |      |      |
| GRUPO 1 |                  |        |         |           |         |          |      |      |

| GRUPO 1 |

| Jornada | _____Local_____ | Resultado | ___Visitante___ |
| ------- | --------------- | --------- | --------------- |
| 1       | Neath           | 16-16     | Leicester       |
| 1       | Calvisano       | 16-32     | Beziers         |
| 2       | Leicester       | 63-0      | Calvisano       |
| 2       | Beziers         | 21-16     | Neath           |
| 3       | Calvisano       | 38-29     | Neath           |
| 3       | Beziers         | 12-24     | Leicester       |
| 4       | Neath           | 56-10     | Calvisano       |
| 4       | Leicester       | 53-10     | Beziers         |
| 5       | Calvisano       | 22-40     | Leicester       |
| 5       | Neath           | 23-18     | Beziers         |
| 6       | Leicester       | 36-11     | Neath           |
| 6       | Beziers         | 16-19     | Calvisano       |

| \| GRUPO 2 \| |                  |        |         |           |         |          |      |      |
| | Equipo           | Puntos | Jugados | Victorias | Empates | Derrotas | Ens+ | +/-  |
| 1 | Perpignan        | 8      | 6       | 4         | 0       | 2        | 23   | +20  |
| 2 | Munster Rugby    | 8      | 6       | 4         | 0       | 2        | 27   | +99  |
| 3 | Gloucester Rugby | 8      | 6       | 4         | 0       | 2        | 31   | +101 |
| 4 | Rugby Viadana    | 0      | 6       | 0         | 0       | 6        | 15   | -220 |
| Ens+ son ensayos a favor. +/- es la diferencia de puntos anotados a favor y en contra. Victoria = 2 puntos. Empate = 1 punto. Gloucester acabó tercero por sus resultados desfavorables contra Perpignan y Munster. |                  |        |         |           |         |          |      |      |
| GRUPO 2 |                  |        |         |           |         |          |      |      |

| GRUPO 2 |

| Jornada | _____Local_____ | Resultado | ___Visitante___ |
| ------- | --------------- | --------- | --------------- |
| 1       | Gloucester      | 35-16     | Munster         |
| 1       | Perpignan       | 46-27     | Viadana         |
| 2       | Viadana         | 28-80     | Gloucester      |
| 2       | Munster         | 30-21     | Perpignan       |
| 3       | Munster         | 64-0      | Viadana         |
| 3       | Gloucester      | 33-16     | Perpignan       |
| 4       | Perpignan       | 31-23     | Gloucester      |
| 4       | Viadana         | 22-55     | Munster         |
| 5       | Gloucester      | 64-16     | Viadana         |
| 5       | Perpignan       | 23-8      | Munster         |
| 6       | Munster         | 33-6      | Gloucester      |
| 6       | Viadana         | 35-39     | Perpignan       |

| \| GRUPO 3 \| |               |        |         |           |         |          |      |     |
| | Equipo        | Puntos | Jugados | Victorias | Empates | Derrotas | Ens+ | +/- |
| 1 | Llanelli RFC  | 10     | 6       | 5         | 0       | 1        | 22   | +71 |
| 2 | CS Bourgoin   | 8      | 6       | 4         | 0       | 2        | 21   | +48 |
| 3 | Glasgow Rugby | 4      | 6       | 2         | 0       | 4        | 9    | -99 |
| 4 | Sale Sharks   | 2      | 6       | 1         | 0       | 5        | 16   | -20 |
| Ens+ son ensayos a favor. +/- es la diferencia de puntos anotados a favor y en contra. Victoria = 2 puntos. Empate = 1 punto. |               |        |         |           |         |          |      |     |
| GRUPO 3 |               |        |         |           |         |          |      |     |

| GRUPO 3 |

| Jornada | _____Local_____ | Resultado | ___Visitante___ |
| ------- | --------------- | --------- | --------------- |
| 1       | Sale            | 18-24     | Bourgoin        |
| 1       | Llanelli        | 45-15     | Glasgow         |
| 2       | Bourgoin        | 54-38     | Llanelli        |
| 2       | Glasgow         | 26-14     | Sale            |
| 3       | Sale            | 19-30     | Llanelli        |
| 3       | Bourgoin        | 35-21     | Glasgow         |
| 4       | Glasgow         | 13-12     | Bourgoin        |
| 4       | Llanelli        | 17-12     | Sale            |
| 5       | Llanelli        | 37-22     | Bourgoin        |
| 5       | Sale            | 45-3      | Glasgow         |
| 6       | Glasgow         | 8-34      | Llanelli        |
| 6       | Bourgoin        | 43-15     | Sale            |

| \| GRUPO 4 \| |                 |        |         |           |         |          |      |      |
| | Equipo          | Puntos | Jugados | Victorias | Empates | Derrotas | Ens+ | +/-  |
| 1 | Leinster Rugby  | 12     | 6       | 6         | 0       | 0        | 22   | +95  |
| 2 | Bristol Shoguns | 6      | 6       | 3         | 0       | 3        | 15   | +5   |
| 3 | Montferrand     | 4      | 6       | 2         | 0       | 4        | 15   | +21  |
| 4 | Swansea RFC     | 2      | 6       | 1         | 0       | 5        | 8    | -121 |
| Ens+ son ensayos a favor. +/- es la diferencia de puntos anotados a favor y en contra. Victoria = 2 puntos. Empate = 1 punto. |                 |        |         |           |         |          |      |      |
| GRUPO 4 |                 |        |         |           |         |          |      |      |

| GRUPO 4 |

| Jornada | _____Local_____ | Resultado | ___Visitante___ |
| ------- | --------------- | --------- | --------------- |
| 1       | Leinster        | 29-23     | Bristol         |
| 1       | Montferrand     | 47-12     | Swansea         |
| 2       | Bristol         | 24-19     | Montferrand     |
| 2       | Swansea         | 10-51     | Leinster        |
| 3       | Swansea         | 26-19     | Bristol         |
| 3       | Montferrand     | 20-23     | Leinster        |
| 4       | Leinster        | 12-9      | Montferrand     |
| 4       | Bristol         | 41-23     | Swansea         |
| 5       | Leinster        | 48-19     | Swansea         |
| 5       | Montferrand     | 22-30     | Bristol         |
| 6       | Swansea         | 19-24     | Montferrand     |
| 6       | Bristol         | 12-25     | Leinster        |

| \| GRUPO 5 \| |                 |        |         |           |         |          |      |      |
| | Equipo          | Puntos | Jugados | Victorias | Empates | Derrotas | Ens+ | +/-  |
| 1 | Toulouse        | 10     | 6       | 5         | 0       | 1        | 29   | +123 |
| 2 | London Irish    | 6      | 6       | 3         | 0       | 3        | 12   | +40  |
| 3 | Edinburgh Rugby | 4      | 6       | 2         | 0       | 4        | 15   | -63  |
| 4 | Newport RFC     | 4      | 6       | 2         | 0       | 4        | 11   | -100 |
| Ens+ son ensayos a favor. +/- es la diferencia de puntos anotados a favor y en contra. Victoria = 2 puntos. Empate = 1 punto. |                 |        |         |           |         |          |      |      |
| GRUPO 5 |                 |        |         |           |         |          |      |      |

| GRUPO 5 |

| Jornada | _____Local_____ | Resultado | ___Visitante___ |
| ------- | --------------- | --------- | --------------- |
| 1       | Edinburgh       | 27-17     | Newport         |
| 1       | Toulouse        | 28-23     | Irish           |
| 2       | Newport         | 19-34     | Toulouse        |
| 2       | Irish           | 24-8      | Edinburgh       |
| 3       | Edinburgh       | 9-30      | Toulouse        |
| 3       | Newport         | 16-12     | Irish           |
| 4       | Toulouse        | 50-17     | Edinburgh       |
| 4       | Irish           | 42-5      | Newport         |
| 5       | Edinburgh       | 32-25     | Irish           |
| 5       | Toulouse        | 70-18     | Newport         |
| 6       | Newport         | 42-32     | Edinburgh       |
| 6       | Irish           | 32-29     | Toulouse        |

| \| GRUPO 6 \| |                    |        |         |           |         |          |      |      |
| | Equipo             | Puntos | Jugados | Victorias | Empates | Derrotas | Ens+ | +/-  |
| 1 | Northampton Saints | 8      | 6       | 4         | 0       | 2        | 21   | +62  |
| 2 | Biarritz Olympique | 8      | 6       | 4         | 0       | 2        | 14   | +65  |
| 3 | Ulster Rugby       | 8      | 6       | 4         | 0       | 2        | 8    | +10  |
| 4 | Cardiff RFC        | 0      | 6       | 0         | 0       | 6        | 6    | -137 |
| Ens+ son ensayos a favor. +/- es la diferencia de puntos anotados a favor y en contra. Victoria = 2 puntos. Empate = 1 punto. |                    |        |         |           |         |          |      |      |
| GRUPO 6 |                    |        |         |           |         |          |      |      |

| GRUPO 6 |

| Jornada | _____Local_____ | Resultado | ___Visitante___ |
| ------- | --------------- | --------- | --------------- |
| 1       | Cardiff         | 15-26     | Biarritz        |
| 1       | Northampton     | 32-9      | Ulster          |
| 2       | Ulster          | 25-6      | Cardiff         |
| 2       | Biarritz        | 23-20     | Northampton     |
| 3       | Ulster          | 13-9      | Biarritz        |
| 3       | Northampton     | 25-11     | Cardiff         |
| 4       | Biarritz        | 25-20     | Ulster          |
| 4       | Cardiff         | 0-31      | Northampton     |
| 5       | Cardiff         | 21-33     | Ulster          |
| 5       | Northampton     | 17-14     | Biarritz        |
| 6       | Ulster          | 16-13     | Northampton     |
| 6       | Biarritz        | 75-25     | Cardiff         |

## Fase final
|  | Cuartos de final      | Cuartos de final | Cuartos de final   |           |                    | Semifinales | Semifinales | Semifinales |  |                    | Final    | Final | Final |  |
|  |                       |                  |                    |           |                    |             |             |             |  |                    |          |       |       |  |
|  |                       |                  |                    |           |                    |             |             |             |  |                    |          |       |       |  |
|  | Bandera de Francia    | Toulouse         | 32                 |           |                    |             |             |             |  |                    |          |       |       |  |
|  | Bandera de Francia    | Toulouse         | 32                 |           |                    |             |             |             |  |                    |          |       |       |  |
|  | Bandera de Inglaterra | Northampton      | 16                 |           |                    |             |             |             |  |                    |          |       |       |  |
|  | Bandera de Inglaterra | Northampton      | 16                 |           | Bandera de Francia | Toulouse    | 13          |             |  |                    |          |       |       |  |
|  |                       |                  |                    |           | Bandera de Francia | Toulouse    | 13          |             |  |                    |          |       |       |  |
|  |                       |                  | Bandera de Irlanda | Munster   | 12                 |             |             |             |  |                    |          |       |       |  |
|  | Bandera de Inglaterra | Leicester        | Bandera de Irlanda | Munster   | 12                 | 7           |             |             |  |                    |          |       |       |  |
|  | Bandera de Inglaterra | Leicester        |                    |           |                    |             |             |             |  |                    |          |       |       |  |
|  | Bandera de Irlanda    | Munster          | 20                 |           |                    |             |             |             |  |                    |          |       |       |  |
|  | Bandera de Irlanda    | Munster          | 20                 |           |                    |             |             |             |  | Bandera de Francia | Toulouse | 22    |       |  |
|  |                       |                  |                    |           |                    |             |             |             |  | Bandera de Francia | Toulouse | 22    |       |  |
|  |                       |                  | Bandera de Francia | Perpignan | 17                 |             |             |             |  |                    |          |       |       |  |
|  | Bandera de Irlanda    | Leinster         | Bandera de Francia | Perpignan | 17                 | 18          |             |             |  |                    |          |       |       |  |
|  | Bandera de Irlanda    | Leinster         |                    |           |                    |             |             |             |  |                    |          |       |       |  |
|  | Bandera de Francia    | Biarritz         | 13                 |           |                    |             |             |             |  |                    |          |       |       |  |
|  | Bandera de Francia    | Biarritz         | 13                 |           | Bandera de Irlanda | Leinster    | 14          |             |  |                    |          |       |       |  |
|  |                       |                  |                    |           | Bandera de Irlanda | Leinster    | 14          |             |  |                    |          |       |       |  |
|  |                       |                  | Bandera de Francia | Perpignan | 21                 |             |             |             |  |                    |          |       |       |  |
|  | Bandera de Gales      | Llanelli         | Bandera de Francia | Perpignan | 21                 | 19          |             |             |  |                    |          |       |       |  |
|  | Bandera de Gales      | Llanelli         |                    |           |                    |             |             |             |  |                    |          |       |       |  |
|  | Bandera de Francia    | Perpignan        | 26                 |           |                    |             |             |             |  |                    |          |       |       |  |
|  | Bandera de Francia    | Perpignan        | 26                 |           |                    |             |             |             |  |                    |          |       |       |  |
|  |                       |                  |                    |           |                    |             |             |             |  |                    |          |       |       |  |

| 24 de mayo de 2003 | Stade Toulousain                                                                | 22 – 17 | USA Perpignan                                          | Lansdowne Road, Dublín,                                                  |                                                                          |
|                    | Tries Clerc 33' Conversión Delaigue Penales Delaigue (5) 3', 18', 27', 40', 82' |         | Tries 84' BomatiPenales 44', 51', 57', 70' (4) Edmonds | Asistencia: 28.600 espectadores Árbitro(s): Tony Spreadbury (Inglaterra) | Asistencia: 28.600 espectadores Árbitro(s): Tony Spreadbury (Inglaterra) |

|                                    |
| Campeón Stade Toulousain 2° Título |